# Meeting International d'Arles
Le Meeting International d'Arles est une réunion d'athlétisme disputée annuellement au stade Fernand-Fournier d'Arles. Il réunit les meilleurs athlètes mondiaux dans les disciplines des épreuves combinées (décathlon chez les hommes et heptathlon chez les femmes). André Martre en est l'organisateur. Le 04 et 5 juin 2005, Eunice Barber remporte l'heptathlon en améliorant le record de France 6889pts. En 2007, la Russe Tatyana Chernova réalise 6768pts mais la moyenne des vents enregistrés ne permet pas la réalisation du record du monde junior. En 1986, l'Anglais Daley Thomson remporte le décathlon avec 8667pts, en 2006, un autre recordman du monde remporte l'epreuve en la personne du Tchèque Roman Sebrle avec 8333pts.. A Arles, les meilleurs décathloniens Français se sont régulièrement illustrés en remportant le meeting comme Wilfrid Boulineau en 1998 (8107pts), Laurent Hernu en 2002 (8108pts) et 2004 (8022pts), Romain Barras en 2006 (8416pts) et 2007 (8147pts), Nadir El Fassi en 2008 (8123pts).  
La douzième édition, inscrit au programme de la Coupe du monde des épreuves combinées 2009 s'est déroulée les 6 et 7 juin 2009. Le Français Rudy Bourguignon remporte l'épreuve masculine avec 7 699 points, la victoire féminine revenant à sa compatriote Marisa De Aniceto (5 945 pts). En 2013, André Martre et Wilfried Krantz contribuent à faire renaître le meeting selon une formule originale et inédite, les athlètes d’épreuves combinées doivent désormais effectués un heptathlon (pour les filles) et un décathlon (pour les hommes) sur une seule et même journée. Le meeting est baptisé l'Iron decahepta d'Arles. La première édition s'est déroulée  le 25 août avec la victoire de Laura Arteil (5 267pts) en féminine et Bastien Auzeil (7 396pts) en masculin. 